# 思善县
思善县，古县名。治所在今安徽省亳州市南35公里古城镇。属汝南郡。東漢汉章帝章和二年（88年），朝廷从城父县中分出思善县。漢桓帝永寿元年（155年），朝廷封梁桃为思善侯，思善侯國成立，延熹二年（159年），梁桃被殺，思善侯国被廢除，並恢復為思善縣。一說漢獻帝建安二十二年（217年）思善县并入城父县，另一說是西晋年间思善县被廢除。